# Gouvernement Miguel Sanz II
 Navarre
Sanz I Sanz III
Le gouvernement Sanz II est le gouvernement de la Communauté forale de Navarre entre le 29 juillet 1999 et le 3 juillet 2003, sous la Ve législature du Parlement de Navarre. Il est présidé par Miguel Sanz.

## Composition
| Fonction                                                                              | Titulaire | Titulaire                         | Parti |
| ------------------------------------------------------------------------------------- | --------- | --------------------------------- | ----- |
| Président                                                                             |           | Miguel Sanz Sesma                 | UPN   |
| Vice-président Conseiller à la Présidence, à l'Intérieur et à l'Administration locale |           | Rafael Gurrea Induráin            | UPN   |
| Conseiller à l'Économie et aux Finances                                               |           | Francisco José Iribarren Fentanes | UPN   |
| Conseiller à l'Environnement, à l'Aménagement du territoire et au Logement            |           | Jesús Javier Marcotegui Ros       | UPN   |
| Conseiller à l'Éducation et à la Culture                                              |           | Jesús María Laguna Peña           | UPN   |
| Conseiller à la Santé                                                                 |           | Santiago Cervera Soto             | UPN   |
| Conseiller au Bien-être social, au Sport et à la Jeunesse                             |           | Calixto Ayesa Dianda              | UPN   |
| Conseiller aux Travaux publics, aux Transports et aux Communications                  |           | José Ignacio Palacios Zuasti      | UPN   |
| Conseiller à l'Agriculture, à l'Élevage et à l'Alimentation                           |           | Ignacio Javier Martínez Alfaro    | UPN   |
| Conseillère à l'Industrie, au Commerce, au Tourisme et au Travail                     |           | Nuria Iturriagagoitia Ripoll      | UPN   |